# Nyalam
Nyalam (Tibetà: གཉའ་ལམ ; Xinès: 聂拉木) és la capital del comtat de Nyalam, Prefectura Shigatse, al territori del Tibet, prop de la frontera amb el Nepal. Nyalam es troba a 3,750 metres sobre el nivell del mar, i a 35 km de Zhangmu, al mateix comtat, que és un dels pocs punts de pas al Nepal des del Tibet. La localitat és a uns 40 km de la frontera nepalesa, a 150 km de Katmandú, i a 700 km de la capital del Tibet Lhasa.
En el passat era una ciutat d'edificis de pedra i teulades de zinc, coneguda com a Tsongdu (Tibetà: ཚོང་འདུས) i part de l'històrica Província Tsang del Tibet previ a l'annexió de la Xina. Els comerciants nepalesos l'anomenaven Kuti (Nepalès: कुती) i també 'La Porta d'Infern' perquè el camí que baixava cap a la frontera nepalesa era perillós. Avui Nyalam és un poblet que creix ràpidament amb edificis de ciment, en trobar-se al costat de l'"Autopista d'Amistat" entre Lhasa i la frontera amb el Nepal. Al sud de Nyalam la carretera cau abruptament travessant el congost del Matsang Tsangpo o Sol Kosi, com és conegut al Nepal.
El poble és la localitat més poblada propera al pic vuit-mil Sishapangma. La cova de Milarepa (o cova Namkading), a 11 km al nord de Nyalam, és una cova on el gran asceta budista Milarepa passà 24 anys de la seua vida al segle xi.

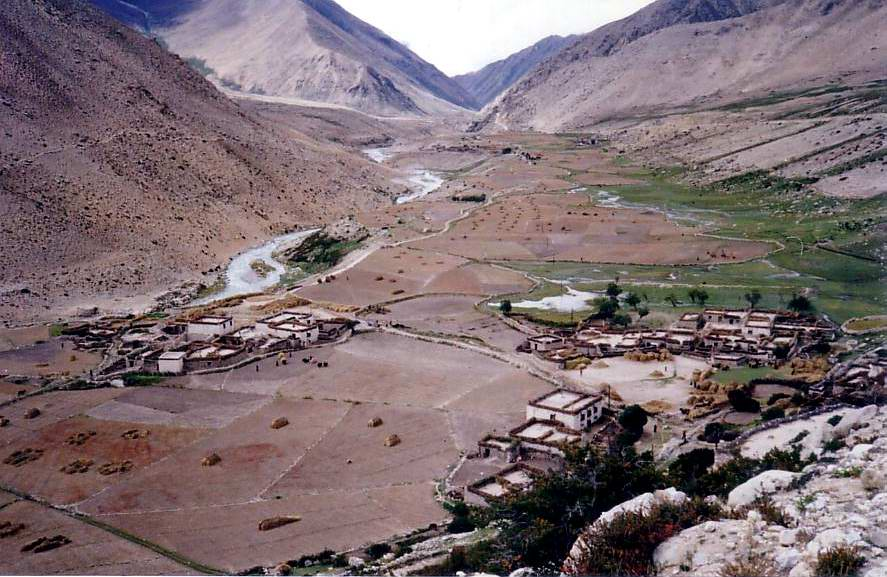
Afores de la Cova Milarepa, a uns 10 km al nord de Nyalam.

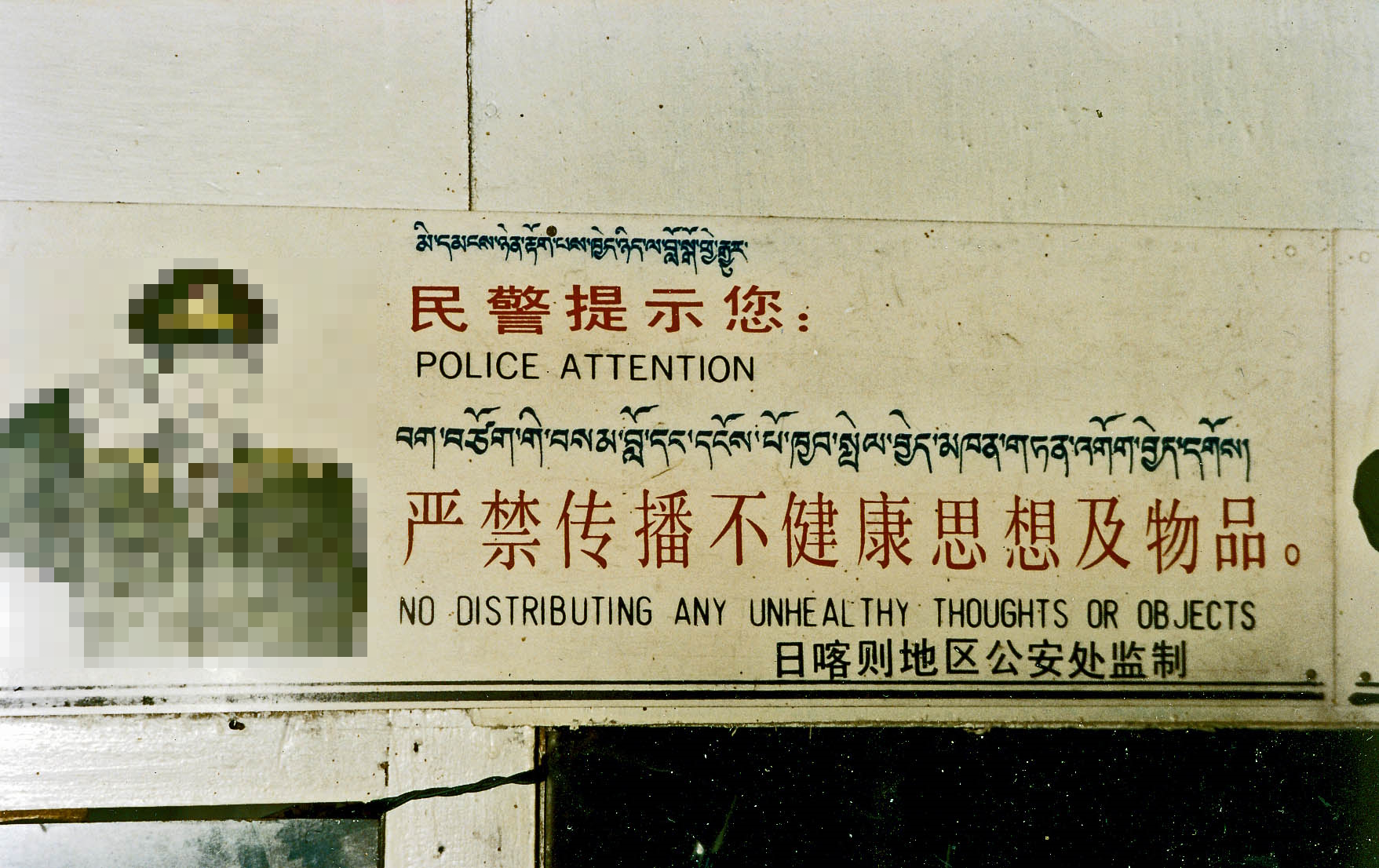
"Policia Atenció: Prohibida la distribució de pensaments o objectes insans." Cartell trilingüe (Tibetà - xinès - anglès) a l'entrada d'un petit cafè de Nyalam, 1993.